# Riese (Holz)

Zeichnerische Darstellung einer Stammholzriese in Nordtirol

Eine Riese oder Holzriese ist eine rutschbahnartige Rinne zum Abtransport geschlagenen Holzes aus steilem Gelände, in der das Holz durch seine Schwerkraft zu Tal gefördert wird. In früheren Zeiten waren Riesen eine wichtige Transportmöglichkeit von großen Holzmengen aus schwer zugänglichem Gelände. Bereits zur Zeit des Königs Nebukadnezar II. im 7. Jahrhundert v. Chr. wurde mit Hilfe von Riesen Zedernholz aus dem Libanon transportiert. Sofern möglich wurde der Holztransport mit den Möglichkeiten der Trift und der Flößerei gekoppelt. Im Idealfall endete die Riese direkt an einem Wasserlauf.
Die Riesen waren eine technische Weiterentwicklung des „Treibens“, bei dem man Stammholz an Hängen zu Tal rutschen ließ, und der „Loite“ (auch Luite oder Erdgefährte), bei der das Rutschen des Holzes bereits durch technische Maßnahmen verbessert wurde. Mit Aufkommen des mechanisierten Transports, insbesondere durch moderne Seilanlagen und geländegängige Rückefahrzeuge, nahm die Bedeutung dieser Transportform für die Forstwirtschaft ab. Gelegentlich werden in Europa noch Loiten oder Riesen aus Stahlblech, Aluminium oder Kunststoff eingesetzt, die auch in schwierigem Gelände leicht verlegbar sind und Rückeaufgaben auf kurzen Strecken übernehmen.

## Etymologie
Dem keltischen Wort RETOS entspricht das mittelhochdeutsche RIS/RISE/RIESE, welches laut Grimm (Deutsches Wörterbuch) „natürliche oder künstliche Fläche an einem Berghang, über die Wasser, Geröll oder Holz herabfällt“. Ein heute noch gebräuchliches Wort ist „rieseln“. Das althochdeutsche Wort dafür war RISAN.

## Bezeichnungen
Sowohl die Bezeichnungen als auch die Formen der Riesen waren lokal sehr unterschiedlich. Im Schwarzwald wurde auch der Begriff Riesbahn verwendet, in Württemberg wohl Rutsche (Rutschenfelsen bei Bad Urach). Ortsteile wie Aichhalden-Riesen sind auf die ehemalige Riese am Waldhang zurückzuführen. Andere Bezeichnungen sind auch Husche, Laaße, Ploße oder Swende. Der Name des Riesengebirges wird in manchen Quellen auf diese Konstruktion zurückgeführt.
Oberhalb der Keltenstadt Hallein, im Land Salzburg, liegt der Riesenbauer. In den steilen Abhängen des Waldes unterhalb der Ruine Thürndl führen zwei Geländefurchen hinunter in eine Wiesenmulde hinter diesem Bauernhaus. In historischen Schriften ist auch eine Riesenschmiede erwähnt.
Sowohl der der kleine Ort Reisstraße in der Steiermark als auch der Grazer Stadtbezirk Ries haben ihre Namen von ehemaligen Riesen.
Unterries in Vorarlberg bezieht den Namen auf die Holzriese, die hier lange Zeit zum Transport der Baumstämme aus den oben liegenden Wäldern in Verwendung war.
Je nach Geländebeschaffenheit und örtlichen Voraussetzungen gab es auch Erd- oder Weg-Riesen. Bei Erd-Riesen wurden flache Erdrinnen genutzt, um Gleitbahnen für Holz zu erhalten. Hierbei wurden entweder vorhandene Rinnen entsprechend erweitert oder auch künstliche Rinnen angelegt. Diese Erd-Riesen dienten fast ausschließlich dem Transport von Stammholz. Die Weg-Riese war die ausgebaute Form eines Waldweges. Durch Holzkonstruktionen wurden die Wegränder so gestaltet, dass das zu riesende Holz nicht über den Wegrand hinaus gleiten konnte.

## Die klassische Holzriese

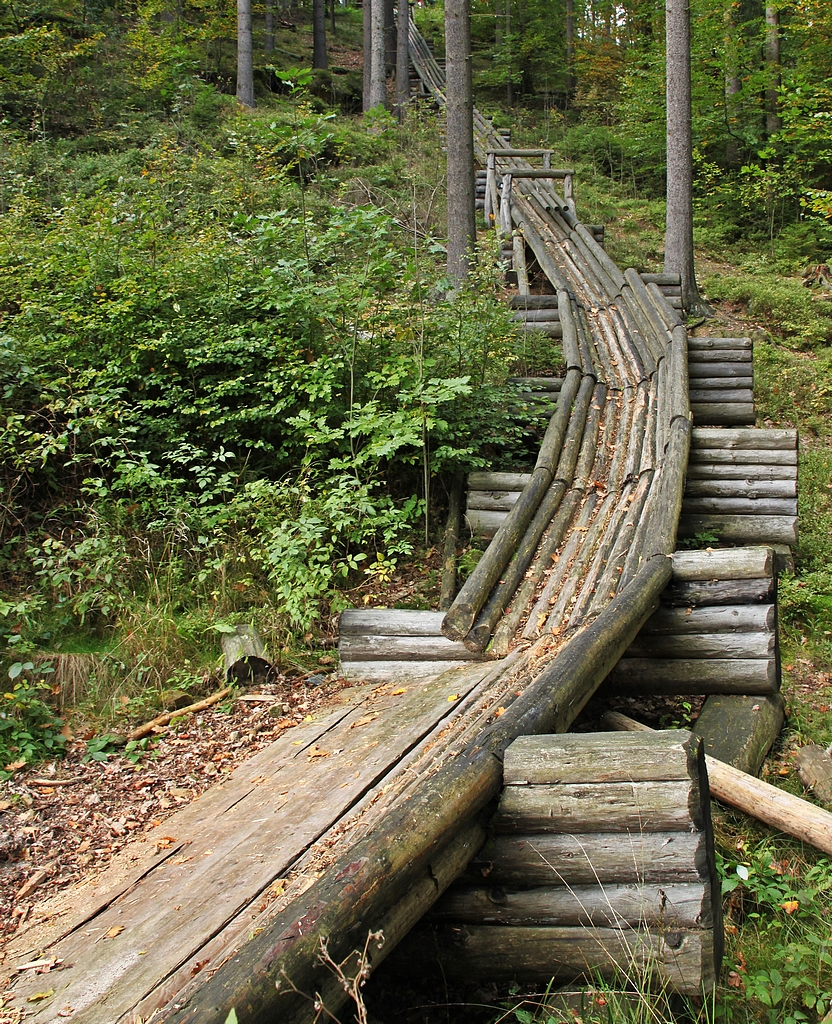
Nachbau einer Holzriese (Husche) im Walderlebniszentrum „Waldhusche“ in Hinterhermsdorf

Die klassische Riese wurde aus Holz gezimmert und die Herstellung benötigte hohe fachliche Fertigkeiten. Etwa fünf bis zwölf Rundhölzer wurden zu einer Gleitrinne zusammengezimmert und von einem Joch getragen. Am oberen Ende befand sich der „Riesmund“, in den das Holz eingebracht wurde, und am unteren talseitigen Ende der „Rieswurf“, der das Holz entweder gleich ins Wasser schleuderte oder auf einen Sammelplatz entließ. Je nach Neigung wurden hohe Transportgeschwindigkeiten erzielt, die das Gewerbe des „Holzriesers“ gefährlich machten. Konstruktion und Trassenführung mussten höchsten Anforderungen gerecht werden. Mit Hilfe hochgebauter Joche konnten auch Geländeeinschnitte überwunden werden. Auch hierbei musste das Holz selbstständig gleiten, durfte aber andererseits nicht zu schnell werden, um ein Ausgleiten zu vermeiden. Die Beeinflussung der Gleitgeschwindigkeit durch Beigabe von Gleithilfen wie Wasser oder Öl zur Beschleunigung, oder andererseits von Sand zur Bremsung, waren nur begrenzt wirksam. Auch der Einbau von „Wölfen“, von oben in die Riesrinne hängende Hölzer, bremste nur in Maßen.
Die Betreuung und Ergänzung der Riesen wurde von den „Rieshirten“ durchgeführt.
Der Bau von Holz-Riesen verbrauchte häufig ein Drittel des eingeschlagenen Holzes. Der Bau war daher nur sinnvoll, wenn große Holzmengen eingeschlagen wurden. Die Steilhänge konnten bis zu 40 Prozent Gefälle aufweisen.
Den Nachbau einer Holzriese kann im Erlebnisareal „Waldhusche“ in Hinterhermsdorf besichtigt werden, welches nach der Riese („Husche“) benannt wurde.

## Seilriese
Eine Seilriese ist eine Seilbahn zum Abtransport von Holzstämmen aus steilem Gelände. Die Holzstämme werden dabei mit einem Rückhalteseil gesichert langsam ins Tal heruntergelassen.